# Országok listája (függelék)
Ami nincs feltüntetve az Országok és területek listájában.

## Szövetségi államok részei
Az
 Amerikai Egyesült Államok,
 Argentína,
 Ausztrália,
 Ausztria,
 Belgium,
 Bosznia-Hercegovina,
 Brazília,
 Comore-szigetek,
 Egyesült Arab Emírségek,
 Etiópia,
 India,
 Irak,
 Kanada,
 Madagaszkár,
 Malajzia,
 Mexikó,
 Mikronézia,
 Németország,
 Nigéria,
 Oroszország,
 Pakisztán,
 Saint Kitts és Nevis,
 Szudán,
 Svájc,
 Venezuela szövetségi részegységei.

## Országok/területek részegységei
- Az  Egyesült Királyság négy részországa:
  -  Anglia,
  -  Észak-Írország,
  -  Skócia,
  -  Wales.

- -  Szent Ilona részei:  Ascension-sziget és  Tristan da Cunha.
  -  Guernsey Bailiffség részei:  Alderney,  Herm,  Sark.

## Országok távoli részterületei
Országok részterületei, melyek földrajzilag elkülönülnek az illető ország törzsterületétől, azonban annak szerves részei:
- Amerikai Egyesült Államok
  - államai:  Alaszka és  Hawaii
- Angola
  - tartománya:  Cabinda
- Ausztrália
  - szigete:  Lord Howe-sziget
- Azerbajdzsán
  - autonóm köztársasága:  Nahicseván
- Brunei
  - kerülete: Temburong
- Dél-afrikai Köztársaság
  - szigetcsoportja: Prince Edward-szigetek
- Ecuador
  - tartománya:  Galápagos-szigetek
- Franciaország
  - tengerentúli megyéi:  Francia Guyana,  Guadeloupe,  Martinique,  Mayotte és  Réunion
- Hollandia
  - tengerentúli szigetei, speciális községei, melyek a  Holland Antillák 2010-es felbomlását követően kerültek át ebbe a státuszba:  Bonaire,  Saba és  Sint Eustatius
- Horvátország
  - megyéje:

Dubrovnik-Neretva megye
- Kelet-Timor
  - kerülete:  Ocussi Ambeno
- Norvégia
  - területei:  Jan Mayen,  Spitzbergák
- Omán
  - kormányzósága: Muszandam
- Oroszország
  - területe:  Kalinyingrádi terület
- Portugália
  - autonóm körzetei:  Azori-szigetek és  Madeira
- Spanyolország
  - autonóm városai:  Ceuta és  Melilla
  - autonóm régiója:  Kanári-szigetek.
- Venezuela
  - szigetcsoportja: Aves-szigetek
- Új-Zéland
  - szigetcsoportja:  Chatham-szigetek

## Országok autonóm közigazgatási egységei
- Azerbajdzsán
  - autonóm területe: Nahicseván
- Dél-Korea
  - autonóm tartománya:  Jeju-do
- Finnország
  - autonóm tartománya:  Åland
- Fülöp-szigetek
  - autonóm régiója:  Muslim Mindanao
- Görögország
  - autonóm régiója:  Athosz-hegyi Köztársaság
- Grúzia
  - autonóm köztársasága:  Adzsaria
- Indonézia
  - autonóm tartományai:  Aceh,  Nyugat-Pápua,  Pápua és  Yogyakarta
- Irak
  - autonóm régiója:  Kurdisztán
- Kína
  - autonóm régiói:  Belső-Mongólia Autonóm Terület, Kuanghszi-Csuang Autonóm Terület, Ninghszia-Huj Autonóm Terület,  Tibet,  Hszincsiang-Ujgur Autonóm Terület
- Mauritius
  -  Rodrigues
- Moldova
  -  Gagauzia
- Nicaragua
  - autonóm régiója: Zelaya
- Olaszország
  - autonóm régiói:   Friuli-Venezia Giulia,  Szardínia,  Szicília,  Trentino-Dél-Tirol és  Valle d’Aosta
- Oroszország
  - köztársaságai:  Adigeföld,  Észak-Oszétia,  Altaj köztársaság,  Baskíria,  Burjátföld,  Csecsenföld,  Csuvasföld,  Dagesztán,  Hakaszföld,  Ingusföld,  Kabard- és Balkárföld,  Kalmükföld,  Karacsáj- és Cserkeszföld,  Karélia,  Komiföld,  Mariföld,  Mordvinföld,  Jakutföld,  Tatárföld,  Tuva,  Udmurtföld
  - autonóm területe:  Zsidó autonóm terület
  - autonóm körzetei:  Csukcsföld,  Hanti- és Manysiföld,  Jamali Nyenyecföld,  Nyenyecföld
- Panama
  - autonóm körzetei: Emberá, Kuna de Madugandí, Kuna de Wargandí,  Kuna Yala, Ngöbe-Buglé
- Pápua Új-Guinea
  - autonóm körzete:  Bougainville
- Portugália
  - autonóm körzetei:  Azori-szigetek és  Madeira
- São Tomé és Príncipe
  - tartománya: Príncipe
- Spanyolország
  - autonóm városai:  Ceuta és  Melilla
  - autonóm régiói:  Andalúzia,  Aragónia,  Asztúria,  Baleári-szigetek,  Baszkföld,  Extremadura,  Galicia,  Kanári-szigetek,  Kantábria,  Kasztília-La Mancha,  Kasztília és León,  Katalónia,  La Rioja,  Madrid,  Murcia,  Navarra,  Valencia
- Szerbia
  - autonóm tartománya:  Vajdaság
- Szudán
  - autonóm tartományai:  Dárfúr
- Tádzsikisztán
  - autonóm tartománya: Gorno-Badakhshan
- Tanzánia
  - autonóm része:  Zanzibár
- Ukrajna
  - autonóm köztársasága:  Krími Autonóm Köztársaság
- Üzbegisztán
  - autonóm köztársasága:  Karakalpaksztán.

## Speciális övezetek
- Finnország:  Åland
- Kína:  Hongkong,  Makaó
- Norvégia:  Spitzbergák

## Ütközőövezetek
- Ciprus szigetén a Ciprusi Köztársaság és Észak-Ciprus között húzódó az ENSZ által ellenőrzött demilitarizált övezet.
- Dél-Korea és Észak-Korea között húzódó Koreai demilitarizált övezet.

## Antarktisz
Az Antarktisz-egyezménnyel ellentétes területi igények az Antarktiszon:
- Argentína igénye:
  -  Tűzföld tartomány
- Ausztrália igénye:
  -  Ausztrál Antarktiszi Terület
- Chile igénye:
  -  Chilei Antarktisz
- Egyesült Királyság igénye:
  -  Brit antarktiszi terület
- Norvégia igénye:
  -  Maud királyné föld
  -  I. Péter-sziget
- Új-Zéland igénye:
  -  Ross-selfjég.

## Szeparatista mozgalmak
Szeparatista mozgalmak általi államkezdemények, melyek azonban nem gyakorolnak teljes de facto ellenőrzést területükön:   Vazirisztán.

## Nemzetközi terület
- Antarktika

## Nemzetközi szervezetek
- ENSZ, NATO, stb.

## Speciális szupranacionális képződmények
- Európai Unió

## Mikronemzetek
- Christiania, Koppenhága
- Filettino Hercegség
- Közép-albániai Köztársaság
- Liberland
- Lovely
- Sealand Hercegség
- Seborga Hercegség
- Talossa Királyság